# Saint-Julien-Molhesabate
Saint-Julien-Molhesabate é uma comuna francesa na região administrativa de Auvérnia-Ródano-Alpes, no departamento de Alto Loire. Estende-se por uma área de 28,11 km². Em 2010 a comuna tinha 178 habitantes (densidade: 6,3 hab./km²).